# Everywhere but Home
Vidéos par Foo Fighters
Skin and Bones
(2006)
Everywhere but Home est le premier DVD des Foo Fighters, sorti le 25 novembre 2003. Ce DVD contient 5 concerts de la tournée mondiale de One by One.

## Liste des chansons
| 1.  | All My Life                   |  |
| 2.  | My Hero                       |  |
| 3.  | Breakout                      |  |
| 4.  | Have It All                   |  |
| 5.  | Generator                     |  |
| 6.  | Learn to Fly                  |  |
| 7.  | For All The Cows              |  |
| 8.  | Stacked Actors                |  |
| 9.  | Low                           |  |
| 10. | Hey, Johnny Park              |  |
| 11. | Monkey Wrench                 |  |
| 12. | Times Like These (acoustique) |  |
| 13. | Aurora                        |  |
| 14. | Tired of You                  |  |
| 15. | Everlong                      |  |

| 1. | Doll (acoustique)             |  |
| 2. | See You (acoustique)          |  |
| 3. | For All The Cows (acoustique) |  |
| 4. | Everlong (acoustique)         |  |

| 1. | All My Life |  |
| 2. | Everlong    |  |

| 1.  | All My Life      |  |
| 2.  | The One          |  |
| 3.  | Times Like These |  |
| 4.  | My Hero          |  |
| 5.  | Learn to Fly     |  |
| 6.  | Have It All      |  |
| 7.  | For All The Cows |  |
| 8.  | Breakout         |  |
| 9.  | Generator        |  |
| 10. | Stacked Actors   |  |
| 11. | Low              |  |
| 12. | Hey, Johnny Park |  |
| 13. | Monkey Wrench    |  |
| 14. | Aurora           |  |
| 15. | Weenie Beenie    |  |
| 16. | Tired of You     |  |
| 17. | Everlong         |  |

| 1. | All My Life |  |
| 2. | Breakout    |  |
| 3. | The One     |  |
| 4. | My Hero     |  |
| 5. | Aurora      |  |
| 6. | Low         |  |
| 7. | Everlong    |  |

## Bonus
- Galerie photo exclusive en studio et en tournée
- Le concert de Dublin est accessible de la façon suivante :
  - Menu principal
  - Choisir Slane Castle
  - Presser 3 et attendre la flèche rouge
  - Presser 8 et attendre la flèche rouge
  - Répéter avec 2, 5, 4, 6

## Membres du groupe lors de l'enregistrement
- Dave Grohl - chant, guitare
- Chris Shiflett - guitare
- Nate Mendel - basse
- Taylor Hawkins - batterie